# Kazuń-Bielany
Kazuń-Bielany [ˈkazuɲ bjɛˈlanɨ] es un pueblo ubicado en el distrito administrativo de Gmina Czosnów, dentro del Condado de Nowy Dwór Mazowiecki, Voivodato de Mazovia, en el este de Polonia central. Se encuentra aproximadamente a 5 kilómetros al noroeste de Czosnów, a 3 kilómetros  al sur de Nowy Dwór Mazowiecki, y a 31 kilómetros al noroeste de Varsovia.